# Liste der Biografien/Naj
Liste der Biografien |
Portal Biografien |
Personensuche
# |
A |
B |
C |
D |
E |
F |
G |
H |
I |
J |
K |
L |
M |
N |
O |
P |
Q |
R |
S |
T |
U |
V |
W |
X |
Y |
Z |
?
 
Na |
Nb |
Nc |
Nd |
Ne |
Nf |
Ng |
Nh |
Ni |
Nj |
Nk |
Nl |
Nm |
Nn |
No |
Nr |
Ns |
Nt |
Nu |
Nv |
Nw |
Nx |
Ny |
Nz
 
Naa |
Nab |
Nac |
Nad |
Nae |
Naf |
Nag |
Nah |
Nai |
Naj |
Nak |
Nal |
Nam |
Nan |
Nao |
Nap |
Naq |
Nar |
Nas |
Nat |
Nau |
Nav |
Naw |
Nax |
Nay |
Naz
Die Liste der Biografien führt alle Personen auf, die in der deutschsprachigen Wikipedia einen Artikel haben. Dieses ist eine Teilliste mit 59 Einträgen von Personen, deren Namen mit den Buchstaben „Naj“ beginnt.

## Naj

### Naja
- Naja, Karolina (* 1990), polnische Kanurennsportlerin
- Najac, Émile de (1828–1889), französischer Librettist
- Najafabadi, Mohammad Ali (* 1949), iranischer Diplomat
- Najafi, Aria (* 1992), deutscher Boxer
- Najafi, Babak (* 1975), iranischer Regisseur und Drehbuchautor
- Najafi, Hadis (2000–2022), junge Iranerin
- Najafi, Omid (* 1988), deutscher Politiker (AfD), MdL
- Najafi, Shahin (* 1980), iranischer MusikerShahin Najafi (* 1980)

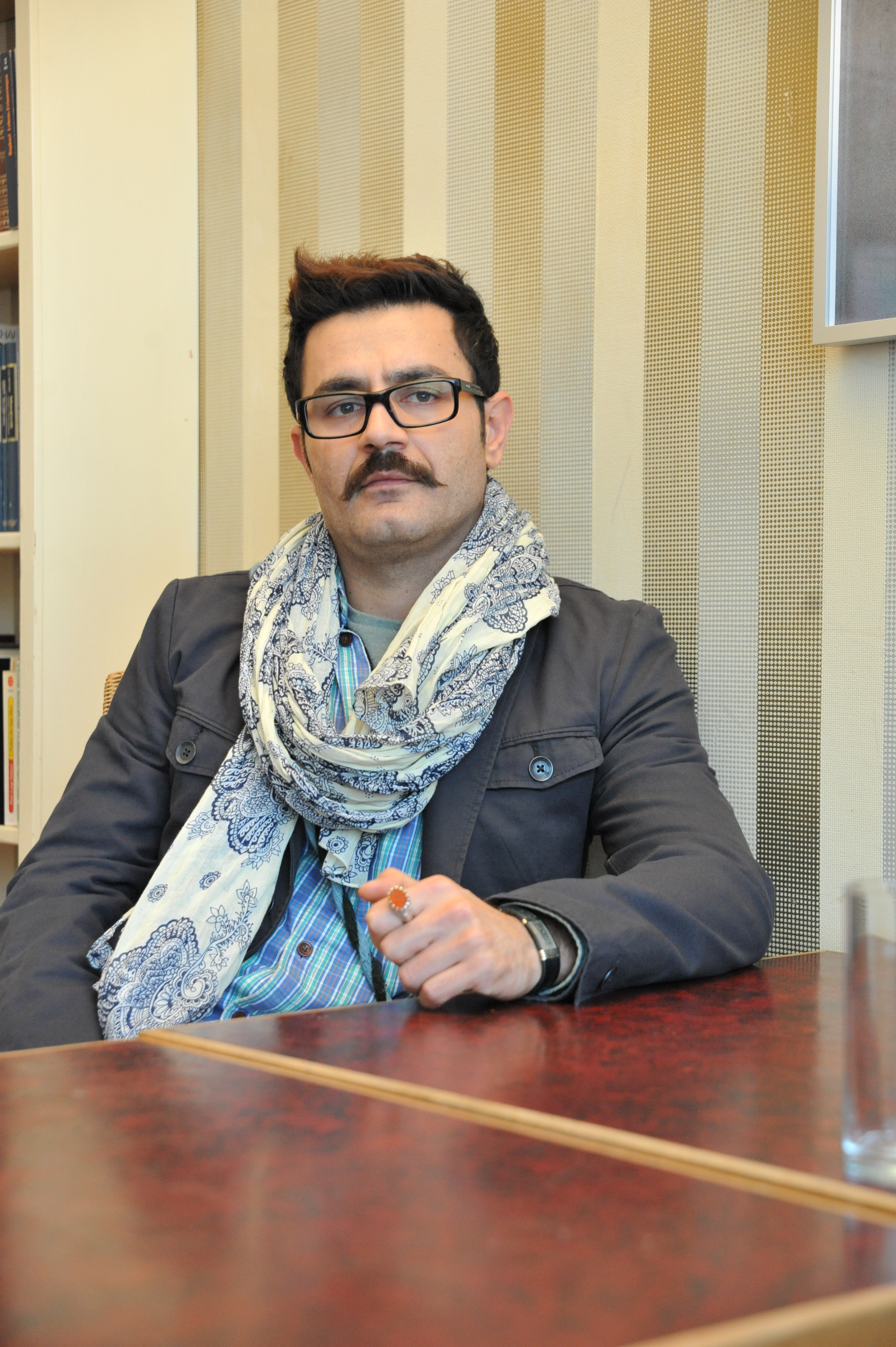
Shahin Najafi (* 1980)

- Najah, Imad (* 1991), marokkanischer Fußballspieler
- Najam, Adil, US-amerikanischer Umweltforscher
- Najar, Andy (* 1993), honduranischer Fußballspieler
- Najar, Suheyel (* 1995), deutsch-tunesischer Fußballspieler
- Najarro, Antonio (* 1975), spanischer Flamenco-Tänzer und Choreograf

### Najd
- Najdanović, Dragutin (1908–1981), jugoslawischer Fußballspieler
- Najdek, Paweł (* 1973), polnischer Gewichtheber
- Najdenow, Assen (1899–1995), bulgarischer Dirigent
- Najdenow, Miroslaw (* 1968), bulgarischer Politiker
- Najdenow, Radi (* 1962), bulgarischer Diplomat und Politiker
- Najdenowa, Aleksandrina (* 1992), bulgarische Tennisspielerin
- Najder, Jacek (* 1978), polnischer Politiker (Ruch Palikota), Mitglied des Sejm
- Najdi, Mahmoud (* 1989), deutsch-libanesischer Fußballspieler
- Najdi, Salem al- (* 2003), saudi-arabischer Fußballspieler
- Najdorf, Miguel (1910–1997), polnisch-argentinischer SchachgroßmeisterMiguel Najdorf (1910–1997)

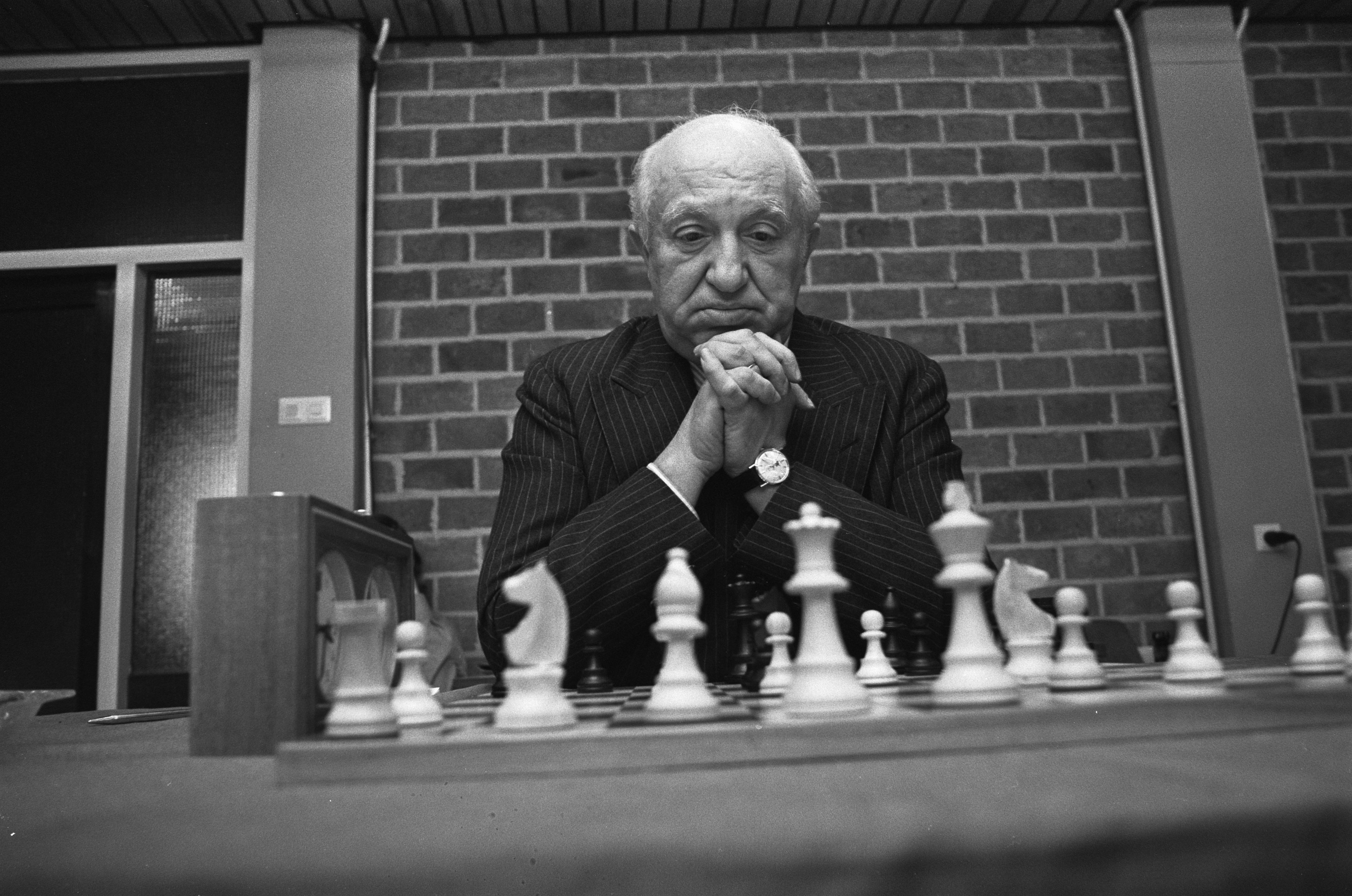
Miguel Najdorf (1910–1997)

- Najdoski, Dino (* 1992), mazedonischer Fußballspieler
- Najdoski, Ilija (* 1964), jugoslawischer und mazedonischer Fußballspieler
- Najdus, Lejb (1890–1918), jiddischer Dichter

### Naje
- Najee (* 1957), amerikanischer Jazzmusiker (Saxophon, Flöte, Komposition)
- Najeeb, Irfan (* 1999), singapurischer Fußballspieler
- Najei, Sami al- (* 1997), saudi-arabischer Fußballspieler
- Najem, Adam (* 1995), US-amerikanisch-afghanischer Fußballspieler
- Najem, David (* 1992), US-amerikanisch-afghanischer Fußballspieler
- Najem, Zahr-el-Din el- (* 1977), syrischer Leichtathlet
- Najer, Jewgeni Jurjewitsch (* 1977), russischer Schachspieler und -trainer
- Nájera, Antonio (* 1998), mexikanischer Eishockeyspieler
- Nájera, Eduardo (* 1976), mexikanischer Basketballspieler und -trainer
- Nájera, Manuel (* 1952), mexikanischer Fußballspieler
- Nájera, Pedro (1929–2020), mexikanischer Fußballspieler

### Naji
- Naji, Jamal (* 1986), deutscher Handballtrainer und -spieler
- Naji, Rania al- (* 2000), katarische Hammerwerferin
- Najib Effendi al-Yasin, Bürgermeister von Haifa
- Najib Razak (* 1953), malaysischer Politiker, Premierminister Malaysias
- Najim, Ilyes (* 2002), französischer Fußballspieler
- Najimy, Kathy (* 1957), US-amerikanische SchauspielerinKathy Najimy (* 1957)

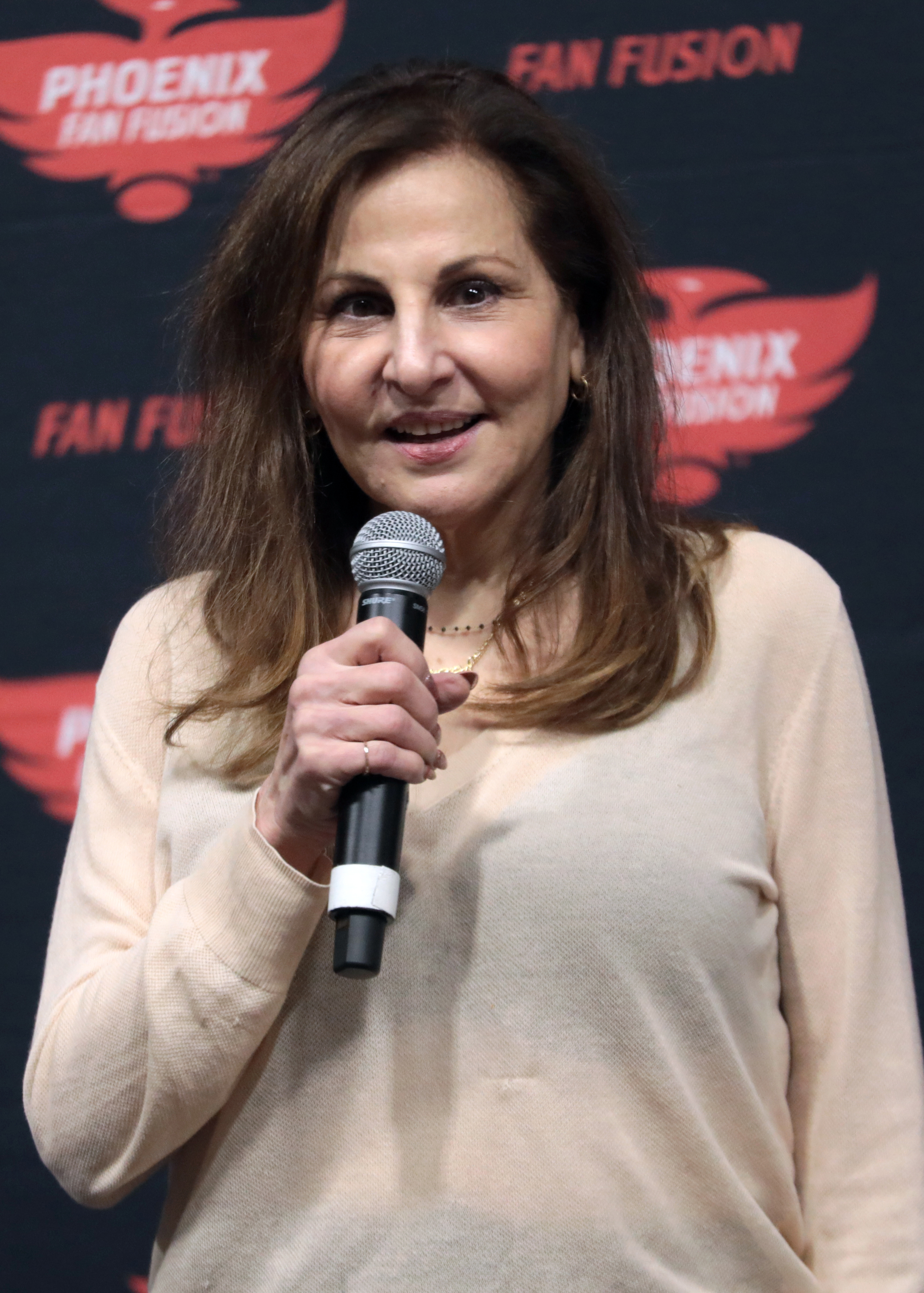
Kathy Najimy (* 1957)

### Najj
- Najjar, Lea (* 1994), libanesisch-deutsche Filmschaffende
- Najjar, Michael (* 1966), deutscher Medienkünstler und Fotograf
- Najjar, Michel, libanesischer Hochschullehrer und Politiker
- Najjar, Rouzan al- (1997–2018), palästinensische Rettungshelferin
- Najjem, Mustafa (* 1981), ukrainischer Parlamentsabgeordneter, Journalist und Aktivist
- Najjuka, Gloria (* 1988), ugandische Badmintonspielerin

### Najm
- Najm, Marie-Claude (* 1971), libanesische Politikerin
- Najmájer, Marie von (1844–1904), österreichische Schriftstellerin
- Najmee, Wan Mohammed (* 1983), malaysischer Straßenradrennfahrer
- Najmy, Justin Abraham (1898–1968), syrischer Erzbischof

### Najo
- Najock, Dietmar (* 1941), deutscher Klassischer Philologe
- Najork, Rolf (* 1961), deutscher Manager

### Najp
- Najponk (* 1972), tschechischer Jazzpianist

### Najs
- Najsztat, Eric (* 1965), französischer Schauspieler

### Naju
- Najuch, Roman (1893–1967), deutscher Tennislehrer und einer der ersten professionellen Tennisspieler in Deutschland
- Najurieta, Carlos (* 1924), argentinischer Autorennfahrer